# Beru
Beru (jiný přepis: Bäru) je menší vulkanické pole, které je tvořeno lávovými proudy převážně čedičového složení, a které se nachází v hlavním riftovém systému v centrální Etiopii, mezi vulkány Fentale a Kone. Vzhled hornin poukazuje na relativně mladý stáří hornin, ale bližší údaje o sopečné aktivitě (ať už v minulosti nebo současné) nejsou známy.